# Hamamelidae
Hamamelidae is een botanische naam in de rang van onderklasse. Onder de huidige ICBN (sinds 2000) geldt dat een dergelijke naam gevormd wordt uit de familienaam, in dit geval Hamamelidaceae, zodat de correcte vorm Hamamelididae is.
Het Cronquist-systeem (1981) gebruikt de naam voor een van de zes groepen in de dicotylen (die bij Cronquist Magnoliopsida heten). Cronquist omschrijft deze groep als:
Planten in een of meer opzichten meer geavanceerd dan de Magnoliidae; stuifmeelkorrels triaperturtaat (met drie openingen) of hiervan afgeleid, zaadlobben niet meer dan twee, meeldraden niet bandvormig, gewoonlijk met duidelijke helmknop en -draad, planten produceren zelden benzylisoquinoline of aporfine alkaloïden, wel vaak andere alkaloïden, looistoffen, betalaïnes, mosterdoliën of iridoïde bestanddelen.
Bloemen meer of minder sterk gereduceerd en vaak eenslachtig, het bloemdek weinig ontwikkeld of afwezig, bloemen vaak in katjes, noot met tweeslachtige pseudanthia (pseudobloemen), nooit met vele zaden op wandstandige placenta's, pollenkorrels vaak poraat en met een korrelige (granulaire) eerder dan columellaire infratectale structuur, maar ook vaak van het gewone type. met als samenstelling:
In het systeem van 1981 heeft ze de volgende samenstelling:
- onderklasse Hamamelidae
  - orde Casuarinales
  - orde Daphniphyllales
  - orde Didymelales
  - orde Eucommiales
  - orde Fagales
  - orde Hamamelidales
  - orde Juglandales
  - orde Leitneriales
  - orde Myricales
  - orde Trochodendrales
  - orde Urticales

In de 22ste druk van Heukels' Flora van Nederland, 1996, (die ook Cronquist volgde) wordt de groep een rang teruggezet, tot die van superorde (Hamameliflorae).
De 23ste druk van de Heukels, 2005, gebruikt echter het APG II-systeem (of liever een licht aangepaste versie van dit systeem). In dat systeem bestaat deze groep niet: deze planten worden geplaatst in de Rosiden.